# Metoda bezpośrednia w nauce języka obcego
Metoda bezpośrednia w nauce języka obcego (ang. direct method) – nauka języka obcego bez pomocy języka ojczystego w procesie dydaktycznym. Podczas procesu dydaktycznego jest położony nacisk na poprawną wymowę, słownictwo oraz swobodę wypowiedzi. Najważniejszą cechą charakterystyczną tej metody jest nacisk na bezpośredni kontakt z językiem i kontakt nauczyciela z uczniem. Metoda pojawiła się pod koniec XIX wieku, używana zwłaszcza w prywatnych szkołach językowych w Europie, jako odpowiedź na stosowaną wówczas metodę gramatyczno-tłumaczeniową. Popularność zyskała w pierwszej połowie XX wieku. Jej głównym popularyzatorem był Charles Berlitz. 

## Cele i techniki nauczania
Celem metody bezpośredniej jest nauczenie ucznia komunikowania się w języku obcym przez zmuszenie go do myślenia w tym języku i wystrzegania się używania języka ojczystego. Szczególny nacisk kładziony jest na spontaniczność i uzyskanie związku między koncepcją a jej realizacją w wypowiedzi. Mniej istotne w tym procesie jest formalne podejście do gramatyki oraz poprawianie błędów przez nauczyciela, który ma za zadanie zmusić ucznia do samodzielnego poprawienia błędów. Rola nauczyciela podczas nauczania ma być partnerska w stosunku do ucznia.
Podczas nauczania nauczyciel nie podaje znaczeń nowych słów w języku ojczystym, a posługuje się szeroko rozbudowanym systemem wizualnym, np. wykorzystując obrazki, gesty, mimikę. Oprócz rysunków uczeń poznaje słowa z krótkiego opisu podanego przez nauczyciela, a także ze słownika jednojęzycznego. Wśród metod przeważają ćwiczenia strukturalne, przekształcania zdań, krótkie dialogi.

## Krytyka
Bezpośrednia metoda nauczania jest polecana głównie osobom chcącym w krótkim czasie nauczyć się podstaw języka obcego. Wśród zalet wskazuje się m.in. że uczący się szybciej zaczyna myśleć w języku obcym, niż osoba ucząca się systemem tradycyjnym. Nie jest jednak zalecana tym, u których jest wymagana poprawność językowa i wiedza gramatyczna zwłaszcza w wypowiedziach pisemnych, na przykład zdającym egzaminy językowe. Nie sprawdza się również w szkołach publicznych, głównie z powodu liczebności grup. Z tego powodu stosowana jest głównie w szkołach prywatnych.